# Aerobryidium wallichii
Aerobryidium wallichii là một loài Rêu trong họ Meteoriaceae. Loài này được (Brid.) C.C. Towns. miêu tả khoa học đầu tiên năm 1979.